# Вокзал Дуйсбург
Дуйсбургский вокзал (нем. Duisburg Hauptbahnhof) — главный железнодорожный вокзал в городе Дуйсбург (федеральная земля Северный Рейн-Вестфалия). Дуйсбургский вокзал является одной из важнейших узловых станций в железнодорожном пассажирском сообщении Рурской области. По немецкой системе классификации вокзал Дуйсбурга относится к категории 1.
Вокзал Дуйсбурга — это тематический пункт регионального проекта «Путь индустриальной культуры» Рурского региона.

## История

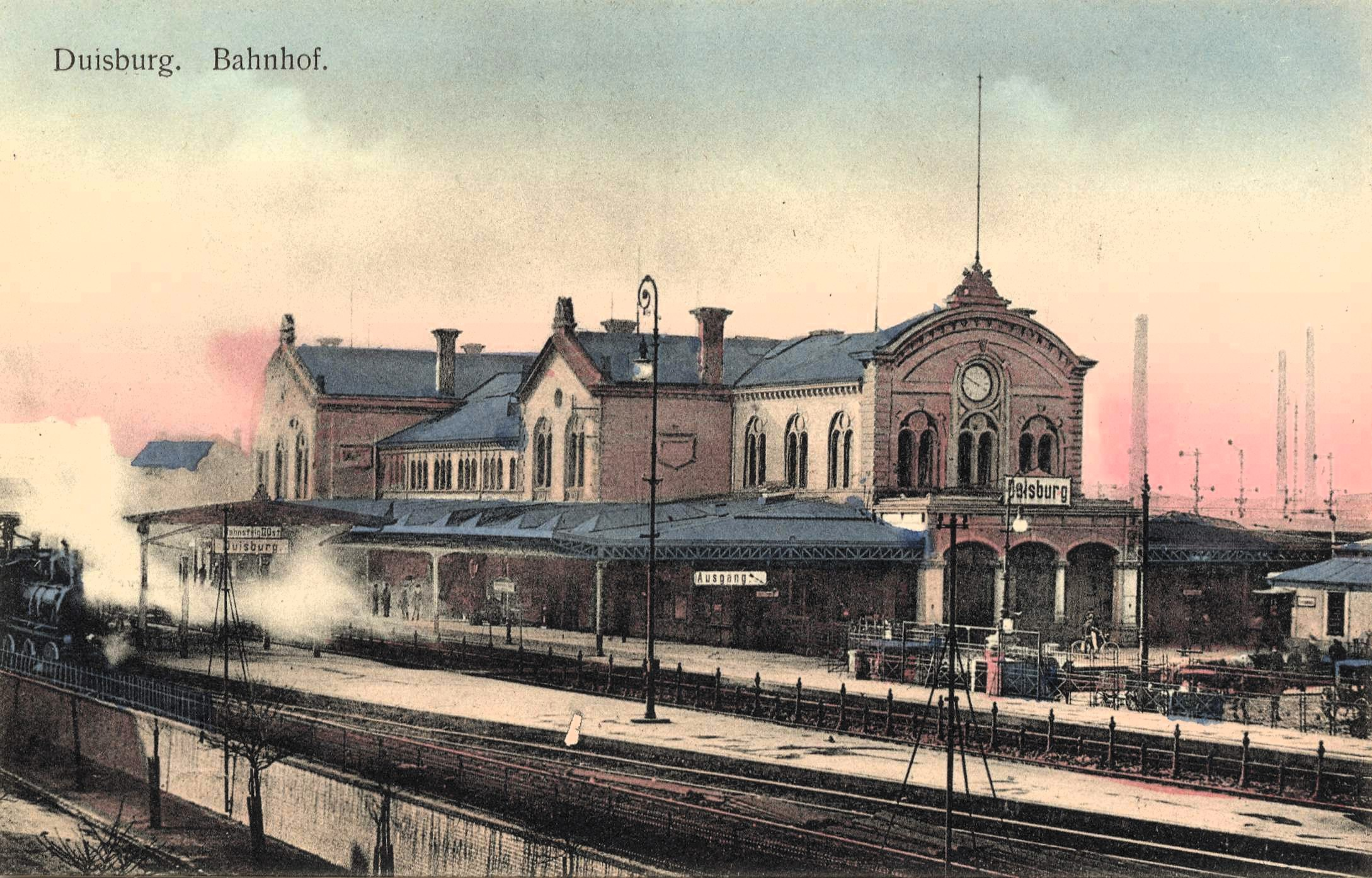
Дуйсбургский вокзал в 1910 году

Железнодорожное сообщение в Дуйсбурге было открыто 9 февраля 1846 года. В этот день была открыта станция железнодорожного участка Кёльн-Минден. До 15 мая 1847 года, когда была открыта станция Берге-Борбек, станция Дуйсбург оставалась конечной.
В 1862 году через станцию Дуйсбург была проложена ещё одна железнодорожная ветвь — Виттен/Дортмунд-Оберхаузен/Дуйсбург. Для этого был построен новый вокзал в непосредственной близости от предыдущего.
15 февраля 1870 года было открыто железнодорожное паромное сообщение через Рейн в дуйсбургском районе Хохфельд, в связи с чем рядом с двумя существующими было построено третье здание вокзала.
После национализации частных железнодорожных компаний и объединения их в единую сеть железных дорог Пруссии все три здания были снесены и на их месте в начале XX века был построен новый вокзал.
Во времена Веймарской республики дуйсбургский вокзал переходит в подчинение Deutsche Reichsbahn и существенно расширяется. В начале 1930-х годов под руководством архитектора Иоганна Циртманна началось строительство нового здания вокзала. Строительство здания, которое на то время считалось одним из самых современных вокзалов в Германии, было окончено в 1934 году. В то же время по схожим проектам были построены вокзалы в Оберхаузене и Дюссельдорфе. Привокзальная площадь была перестроена по проекту архитектора Эдуарда Лайонела Венера.
В ходе второй мировой войны во время многочисленных бомбардировок британской авиации дуйсбургский вокзал был сильно разрушен. Восстановленное после войны здание вокзала неоднократно перестраивалось. При перестройках внешний вид вокзала неоднократно упрощался в пользу функциональности.
«Deutsche Bahn AG» с целью экономии средств на расширении и модернизации дуйсбургского вокзала понизил его из категории 1 в категорию 2, несмотря на то, что Дуйсбург входит в число 15 крупнейших городов Германии, а по объемам перевозок и количество проходящих железнодорожных маршрутов этот вокзал должен относиться к категории 1. Из-за постоянного недофинансирования вокзал стал приходить в неутешительное состояние, так, например, перронные перекрытии во время дождя давали массовые течи. 21 ноября 2008 года штормовой циклон «Irmela» сорвал часть перронного перекрытия, вследствие чего движение на вокзале было парализовано на несколько часов.
12 декабря 2008 года «Deutsche Bahn AG» объявил о том, что тянуть дальше с началом ремонтных работ на дуйсбургском вокзале невозможно, в связи с чем выделяется 60 млн. евро на проведение этих работ. Первый этап строительных работ включает в себя ремонт и модернизацию приемного терминала и путепровода. При этом мешающие межэтажные перекрытия были удалены и здание вокзала было восстановлено в первоначальном виде. Поскольку фасад здания защищается государством как памятник архитектуры, никакие работы по его изменению не предусматривались. Издержки на первый этап строительства составили 10,1 млн евро. Первый этап ремонтных работ проходил с 24 июля по 22 декабря 2009 года.
В январе 2010 года начался второй, наиболее трудоёмкий, этап строительных работ — ремонт и модернизация железнодорожных путей и платформ. Этот этап начался с ремонта пешеходного туннеля под путями.

## Движение поездов по станции Дуйсбург

### ICиICE
| Линия  | Маршрут |
| ------ | --- |
| THA    | Париж (Северный вокзал) — Брюссель — Льеж — Ахен — Кёльн — Дюссельдорф — Дуйсбург — Эссен |
| ICE 10 | Берлин (Восточный вокзал) — Ганновер — Билефельд — Хамм — Дортмунд — Бохум — Эссен — Дуйсбург — Аэропорт (Дюссельдорф) — Дюссельдорф — Кёльн–Мессе/Дойц — Кёльн — Аэропорт «Кёльн-Бонн»                               |
| IC 26  | Вестерланд — Бинц — Гамбург — Мюнстер — Дуйсбург — Кёльн |
| IC 30  | Вестерланд — Гамбург — Мюнстер — Дортмунд — Бохум — Эссен — Дуйсбург — Дюссельдорф — Кёльн — Кобленц — Мангейм — Штутгарт — Фрайбург                                                                                  |
| IC 32  | Берлин — Ганновер — Билефельд — Дортмунд — Бохум — Эссен — Мюльхайм-на-Руре — Дуйсбург — Дюссельдорф — Кёльн — Кобленц — Мангейм — Штутгарт — Мюнхен                                                                  |
| IC 35  | Эмден — Лер — Мюнстер — Реклингхаузен — Ванне-Айкель — Гельзенкирхен — Оберхаузен — Дуйсбург — Аэропорт (Дюссельдорф) — Дюссельдорф — Кёльн — Кобленц — Мангейм — Оффенбург — Констанц — Файхинген-на-Энце — Штутгарт |
| ICE 41 | Хамм — Дортмунд — Бохум — Эссен — Дуйсбург — Дюссельдорф — Кёльн-Мессе/Дойц — Кёльн — Франкфурт-на-Майне — Вюрцбург — Нюрнберг — Мюнхен                                                                               |
| ICE 42 | Дортмунд — Бохум — Эссен — Дуйсбург — Дюссельдорф — Кёльн — Франкфурт-на-Майне — Мангейм — Штутгарт — Мюнхен |
| ICE 50 | Дрезден — Лейпциг — Эрфурт — Бебра — Варбург — Падерборн — Хамм — Дортмунд — Эссен — Дуйсбург — Дюссельдорф |
| IC 55  | Лейпциг — Магдебург — Ганновер — Билефельд — Дортмунд — Бохум — Эссен — Мюльхайм-на-Руре — Дуйсбург — Дюссельдорф — Кёльн                                                                                             |
| ICE 78 | Амстердам — Оберхаузен — Дуйсбург — Дюссельдорф — Кёльн-Мессе/Дойц — Кёльн — Франкфурт-на-Майне — Мангейм — Оффенбург — Базель                                                                                        |
| ICE 80 | Париж (Северный вокзал) — Брюссель — Льеж — Ахен — Кёльн — Дюссельдорф — Дуйсбург — Эссен |
| ICE 91 | Дортмунд — Бохум — Эссен — Дуйсбург — Дюссельдорф — Кёльн — Бонн — Кобленц — Майнц — Франкфурт-на-Майне — Вюрцбург — Нюрнберг — Регенсбург — Пассау — Линц                                                            |

### RE,RBиS-Bahn
| Линия | Название              | Маршрут |
| ----- | --------------------- | --- |
| RE 1  | NRW-Express           | Падерборн — Зост — Хамм — Дортмунд — Бохум — Эссен — Мюльхайм-на-Руре — Дуйсбург — Аэропорт (Дюссельдорф) — Дюссельдорф — Кёльн–Мессе/Дойц — Кёльн — Ахен |
| RE 2  | Rhein-Haard-Express   | Мюнстер — Реклингхаузен — Ванне-Айкель — Гельзенкирхен — Эссен — Мюльхайм-на-Руре — Дуйсбург — Аэропорт (Дюссельдорф) — Дюссельдорф                       |
| RE 3  | Rhein-Emscher-Express | Хамм — Камен — Дортмунд — Кастроп-Рауксель — Херне — Ванне-Айкель — Гельзенкирхен — Оберхаузен — Дуйсбург — Аэропорт (Дюссельдорф) — Дюссельдорф          |
| RE 5  | Rhein-Express         | Эммерих-на-Рейне — Везель — Динслакен — Оберхаузен — Дуйсбург — Аэропорт (Дюссельдорф) — Дюссельдорф — Кёльн — Бонн — Кобленц                             |
| RE 6  | Westfalen-Express     | Минден — Билефельд — Хамм — Дортмунд — Бохум — Эссен — Мюльхайм-на-Руре — Дуйсбург — Аэропорт (Дюссельдорф) — Дюссельдорф                                 |
| RE 11 | Rhein-Hellweg-Express | Хамм — Дортмунд — Бохум — Эссен — Мюльхайм-на-Руре — Дуйсбург — Крефельд — Мёнхенгладбах                                                                  |
| RB 31 | Der Niederrheiner     | Ксантен — Мёрс — Рейнхаузен — Дуйсбург |
| RB 33 | Rhein-Niers-Bahn      | Везель — Динслакен — Оберхаузен — Дуйсбург — Рейнхаузен — Крефельд — Фирзен — Мёнхенгладбах                                                               |
| RB 33 | Rhein-Niers-Bahn      | Дуйсбург — Рейнхаузен — Крефельд — Мёнхенгладбах — Ахен                                                                                                   |
| RB 35 | Der Weseler           | Эммерих-на-Рейне — Везель — Динслакен — Оберхаузен — Дуйсбург — Аэропорт (Дюссельдорф) — Дюссельдорф — Кёльн                                              |
| RB 37 | Der Wedauer           | Дуйсбург — Дуйсбург-Ведау — Дуйсбург-Энетенфанг |
| S1    | S-Bahn Rhein-Ruhr     | Дортмунд — Бохум — Эссен — Мюльхайм-на-Руре — Дуйсбург — Аэропорт (Дюссельдорф) — Дюссельдорф — Хильден — Золинген                                        |
| S2    | S-Bahn Rhein-Ruhr     | Дортмунд — Кастроп-Рауксель — Херне — Ванне-Айкель — Гельзенкирхен — Оберхаузен — Дуйсбург                                                                |